# آمار و رکوردهای باشگاه فوتبال تاتنهام هاتسپر
این مقاله، فهرستی از آمارها و رکوردهای باشگاه فوتبال تاتنهام هاتسپر است.

## آمار و رکوردها در لیگ برتر
تاتنهام از زمان تأسیس لیگ برتر در فصل ۹۳–۱۹۹۲، عضو ثابت آن بوده‌است. با کسب مقام چهارم در فصل ۱۰–۲۰۰۹، باشگاه برای اولین بار وارد مرحله مقدماتی لیگ قهرمانان اروپا شد. این آغازی برای روند باثبات تاتنهام بود و در یازده فصل متوالی از ۱۰–۲۰۰۹ تا ۲۰–۲۰۱۹، کارش را در جمع ۶ تیم برتر لیگ پایان داد و در چهار فصل متوالی از ۱۶–۲۰۱۵ تا ۱۹–۲۰۱۸، سهمیه لیگ قهرمانان اروپا را کسب کرد.
| فصل       | رتبه | بازی | برد | تساوی | شکست | گ. ز | گ. خ | ت. گل | امتیاز |
| --------- | ---- | ---- | --- | ----- | ---- | ---- | ---- | ----- | ------ |
| ۲۱–۲۰۲۰   | ۷    | ۳۸   | ۱۸  | ۸     | ۱۲   | ۶۸   | ۴۵   | ۱۸    | ۶۲     |
| ۲۰–۲۰۱۹   | ۶    | ۳۸   | ۱۶  | ۱۱    | ۱۱   | ۶۱   | ۴۷   | ۱۴    | ۵۹     |
| ۱۹–۲۰۱۸   | ۴    | ۳۸   | ۲۳  | ۲     | ۱۳   | ۶۷   | ۳۹   | ۲۸    | ۷۱     |
| ۱۸–۲۰۱۷   | ۳    | ۳۸   | ۲۳  | ۸     | ۷    | ۷۴   | ۳۶   | ۳۸    | ۷۷     |
| ۱۷–۲۰۱۶   | ۲    | ۳۸   | ۲۶  | ۸     | ۴    | ۸۶   | ۲۶   | ۶۰    | ۸۶     |
| ۱۶–۲۰۱۵   | ۳    | ۳۸   | ۱۹  | ۱۳    | ۵    | ۶۹   | ۳۵   | ۳۴    | ۷۰     |
| ۱۵–۲۰۱۴   | ۵    | ۳۸   | ۱۹  | ۷     | ۱۲   | ۵۸   | ۵۳   | ۵     | ۶۴     |
| ۱۴–۲۰۱۳   | ۶    | ۳۸   | ۲۱  | ۶     | ۱۱   | ۵۵   | ۵۱   | ۴     | ۶۹     |
| ۱۳–۲۰۱۲   | ۵    | ۳۸   | ۲۱  | ۹     | ۸    | ۶۶   | ۴۶   | ۲۰    | ۷۲     |
| ۱۲–۲۰۱۱   | ۴    | ۳۸   | ۲۰  | ۹     | ۹    | ۶۶   | ۴۱   | ۲۵    | ۶۹     |
| ۱۱–۲۰۱۰   | ۵    | ۳۸   | ۱۶  | ۱۴    | ۸    | ۵۵   | ۴۶   | ۹     | ۶۲     |
| ۱۰–۲۰۰۹   | ۴    | ۳۸   | ۲۱  | ۷     | ۱۰   | ۶۷   | ۴۱   | ۲۶    | ۷۰     |
| ۰۹–۲۰۰۸   | ۸    | ۳۸   | ۱۴  | ۹     | ۱۵   | ۴۵   | ۴۵   | ۰     | ۵۱     |
| ۰۸–۲۰۰۷   | ۱۱   | ۳۸   | ۱۱  | ۱۳    | ۱۴   | ۶۶   | ۶۱   | ۵     | ۴۶     |
| ۰۷–۲۰۰۶   | ۵    | ۳۸   | ۱۷  | ۹     | ۱۲   | ۵۷   | ۵۴   | ۳     | ۶۰     |
| ۰۶–۲۰۰۵   | ۵    | ۳۸   | ۱۸  | ۱۱    | ۹    | ۵۳   | ۳۸   | ۱۵    | ۶۵     |
| ۰۵–۲۰۰۴   | ۹    | ۳۸   | ۱۴  | ۱۰    | ۱۴   | ۴۷   | ۴۱   | ۶     | ۵۲     |
| ۰۴–۲۰۰۳   | ۱۴   | ۳۸   | ۱۳  | ۶     | ۱۹   | ۴۷   | ۵۷   | −۱۰   | ۴۵     |
| ۰۳–۲۰۰۲   | ۱۰   | ۳۸   | ۱۴  | ۸     | ۱۶   | ۵۱   | ۶۲   | −۱۱   | ۵۰     |
| ۰۲–۲۰۰۱   | ۹    | ۳۸   | ۱۴  | ۸     | ۱۶   | ۴۹   | ۵۳   | −۴    | ۵۰     |
| ۰۱–۲۰۰۰   | ۱۲   | ۳۸   | ۱۳  | ۱۰    | ۱۵   | ۴۷   | ۵۴   | −۷    | ۴۹     |
| ۲۰۰۰–۱۹۹۹ | ۱۰   | ۳۸   | ۱۵  | ۸     | ۱۵   | ۵۷   | ۴۹   | ۸     | ۵۳     |
| ۹۹–۱۹۹۸   | ۱۱   | ۳۸   | ۱۱  | ۱۴    | ۱۳   | ۴۷   | ۵۰   | −۳    | ۴۷     |
| ۹۸–۱۹۹۷   | ۱۴   | ۳۸   | ۱۱  | ۱۱    | ۱۶   | ۴۴   | ۵۶   | −۱۱   | ۴۴     |
| ۹۷–۱۹۹۶   | ۱۰   | ۳۸   | ۱۳  | ۷     | ۱۸   | ۴۴   | ۵۱   | −۶    | ۴۶     |
| ۹۶–۱۹۹۵   | ۸    | ۳۸   | ۱۶  | ۱۳    | ۹    | ۵۰   | ۳۸   | ۱۲    | ۶۱     |
| ۹۵–۱۹۹۴   | ۷    | ۴۲   | ۱۶  | ۱۴    | ۱۲   | ۶۶   | ۵۸   | ۸     | ۶۲     |
| ۹۴–۱۹۹۳   | ۱۵   | ۴۲   | ۱۱  | ۱۲    | ۱۹   | ۵۴   | ۵۹   | −۵    | ۴۵     |
| ۹۳–۱۹۹۲   | ۸    | ۴۲   | ۱۶  | ۱۱    | ۱۵   | ۶۰   | ۶۶   | −۶    | ۵۹     |

## گلزن برتر در هر فصل

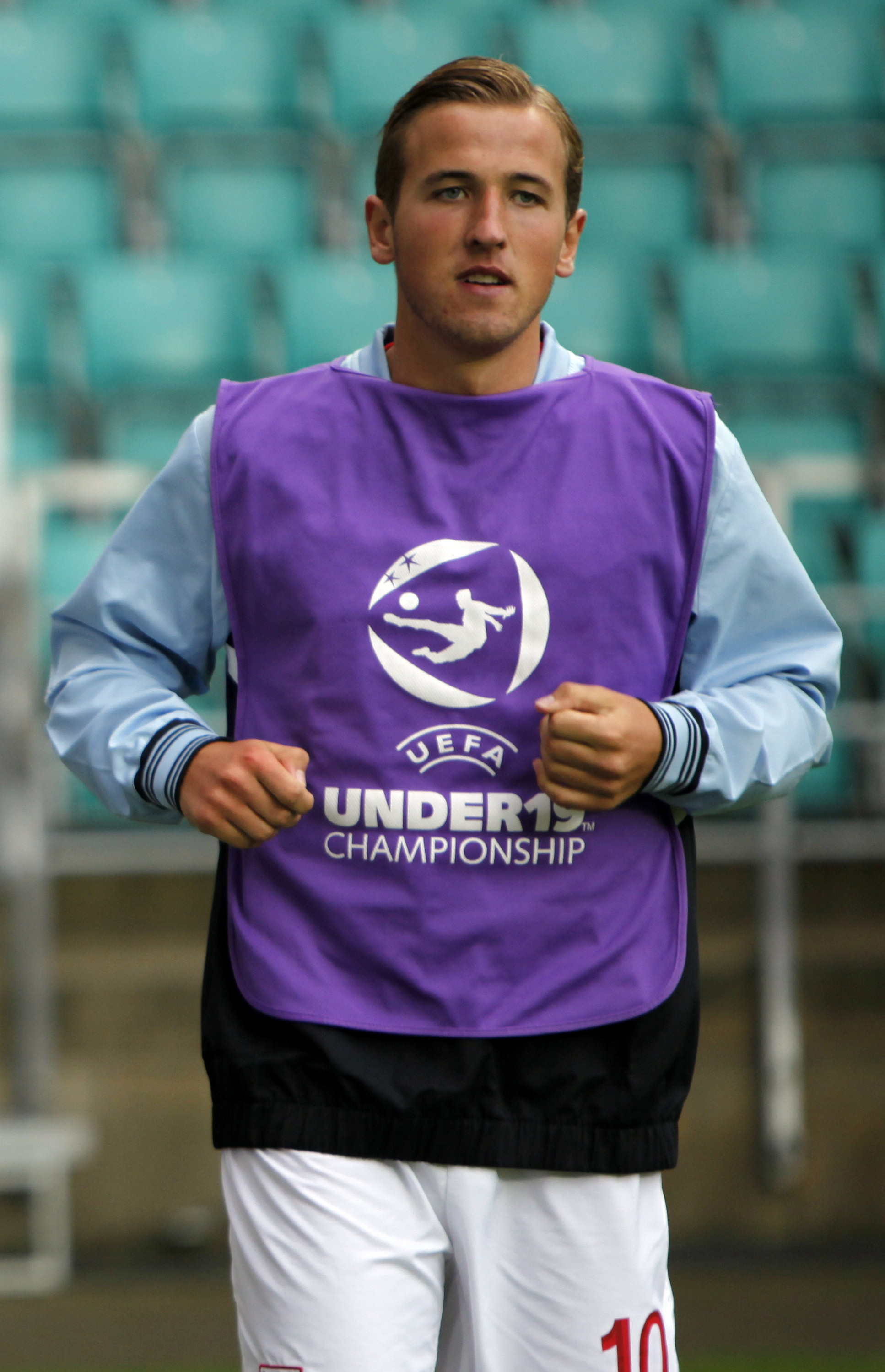
هری کین در هفت فصل گذشته گلزن برتر تاتنهام بوده است.

| گلزن برتر باشگاه در هر فصل                                                       | گلزن برتر باشگاه در هر فصل | گلزن برتر باشگاه در هر فصل | گلزن برتر باشگاه در هر فصل | گلزن برتر باشگاه در هر فصل | گلزن برتر باشگاه در هر فصل |
| فصل                                                                              | بازیکن                     | جمع                        | لیگ                        | جام. د                     | اروپا                      |
| -------------------------------------------------------------------------------- | -------------------------- | -------------------------- | -------------------------- | -------------------------- | -------------------------- |
| ۲۱–۲۰۲۰                                                                          | هری کین                    | ۳۳                         | ۲۳                         | ۲                          | ۸                          |
| ۲۰–۲۰۱۹                                                                          | هری کین                    | ۲۴                         | ۱۸                         | ۰                          | ۶                          |
| ۱۹–۲۰۱۸                                                                          | هری کین                    | ۲۴                         | ۱۷                         | ۲                          | ۵                          |
| ۱۸–۲۰۱۷                                                                          | هری کین                    | ۴۱                         | ۳۰                         | ۴                          | ۷                          |
| ۱۷–۲۰۱۶                                                                          | هری کین                    | ۳۵                         | ۲۹                         | ۴                          | ۲                          |
| ۱۶–۲۰۱۵                                                                          | هری کین                    | ۲۸                         | ۲۵                         | ۱                          | ۲                          |
| ۱۵–۲۰۱۴                                                                          | هری کین                    | ۳۱                         | ۲۱                         | ۳                          | ۷                          |
| ۱۴–۲۰۱۳                                                                          | آدبایور                    | ۱۴                         | ۱۱                         | ۱                          | ۲                          |
| ۱۳–۲۰۱۲                                                                          | گرث بیل                    | ۲۶                         | ۲۱                         | ۲                          | ۳                          |
| ۱۲–۲۰۱۱                                                                          | آدبایور                    | ۱۸                         | ۱۷                         | ۱                          | ۰                          |
| ۱۱–۲۰۱۰                                                                          | رافائل فن‌درفارت            | ۱۵                         | ۱۳                         | ۰                          | ۲                          |
| ۱۰–۲۰۰۹                                                                          | جرمین دفو                  | ۲۴                         | ۱۸                         | ۶                          | ۰                          |
| ۰۹–۲۰۰۸                                                                          | درن بنت                    | ۱۷                         | ۱۲                         | ۱                          | ۴                          |
| ۰۸–۲۰۰۷                                                                          | دیمیتار برباتوف            | ۲۳                         | ۱۵                         | ۳                          | ۵                          |
| ۰۸–۲۰۰۷                                                                          | رابی کین                   | ۲۳                         | ۱۵                         | ۴                          | ۴                          |
| ۰۷–۲۰۰۶                                                                          | دیمیتار برباتوف            | ۲۳                         | ۱۲                         | ۴                          | ۷                          |
| ۰۶–۲۰۰۵                                                                          | رابی کین                   | ۱۶                         | ۱۶                         | ۰                          | ۰                          |
| ۰۵–۲۰۰۴                                                                          | جرمین دفو                  | ۲۲                         | ۱۳                         | ۹                          | ۰                          |
| ۰۴–۲۰۰۳                                                                          | رابی کین                   | ۱۶                         | ۱۴                         | ۲                          | ۰                          |
| ۰۳–۲۰۰۲                                                                          | تدی شرینگهام               | ۱۳                         | ۱۲                         | ۱                          | ۰                          |
| ۰۳–۲۰۰۲                                                                          | رابی کین                   | ۱۳                         | ۱۳                         | ۰                          | ۰                          |
| ۰۲–۲۰۰۱                                                                          | گوستاوو پویت               | ۱۴                         | ۱۰                         | ۴                          | ۰                          |
| ۰۱–۲۰۰۰                                                                          | سرهی ربروف                 | ۱۲                         | ۹                          | ۳                          | ۰                          |
| ۲۰۰۰–۱۹۹۹                                                                        | استفن ایورسُن               | ۱۷                         | ۱۴                         | ۲                          | ۱                          |
| ۹۹–۱۹۹۸                                                                          | استفن ایورسُن               | ۱۳                         | ۹                          | ۴                          | ۰                          |
| ۹۸–۱۹۹۷                                                                          | یورگن کلینزمن              | ۹                          | ۹                          | ۰                          | ۰                          |
| ۹۸–۱۹۹۷                                                                          | داوید ژینولا               | ۹                          | ۶                          | ۳                          | ۰                          |
| ۹۷–۱۹۹۶                                                                          | تدی شرینگهام               | ۸                          | ۷                          | ۱                          | ۰                          |
| ۹۶–۱۹۹۵                                                                          | تدی شرینگهام               | ۲۴                         | ۱۶                         | ۸                          | ۰                          |
| ۹۵–۱۹۹۴                                                                          | یورگن کلینزمن              | ۲۹                         | ۲۰                         | ۹                          | ۰                          |
| ۹۴–۱۹۹۳                                                                          | تدی شرینگهام               | ۱۶                         | ۱۴                         | ۲                          | ۰                          |
| ۹۳–۱۹۹۲                                                                          | تدی شرینگهام               | ۲۸                         | ۲۱                         | ۷                          | ۰                          |
| ۹۲–۱۹۹۱                                                                          | گری لینه‌کر                 | ۳۵                         | ۲۸                         | ۵                          | ۲                          |
| ۹۱–۱۹۹۰                                                                          | گری لینه‌کر                 | ۱۹                         | ۱۵                         | ۴                          | ۰                          |
| ۹۱–۱۹۹۰                                                                          | پُل گسکوین                  | ۱۹                         | ۷                          | ۱۲                         | ۰                          |
| ۹۰–۱۹۸۹                                                                          | گری لینه‌کر                 | ۲۶                         | ۲۴                         | ۲                          | ۰                          |
| ۸۹–۱۹۸۸                                                                          | کریس وادل                  | ۱۴                         | ۱۴                         | ۰                          | ۰                          |
| ۸۸–۱۹۸۷                                                                          | کلایو آلن                  | ۱۳                         | ۱۱                         | ۲                          | ۰                          |
| ۸۷–۱۹۸۶                                                                          | کلایو آلن                  | ۴۹                         | ۳۳                         | ۱۶                         | ۰                          |
| ۸۶–۱۹۸۵                                                                          | مارک فالکو                 | ۲۱                         | ۱۹                         | ۲                          | ۰                          |
| ۸۵–۱۹۸۴                                                                          | مارک فالکو                 | ۲۹                         | ۲۲                         | ۳                          | ۴                          |
| ۸۴–۱۹۸۳                                                                          | استیو آرچیبالد             | ۲۸                         | ۲۱                         | ۲                          | ۵                          |
| ۸۳–۱۹۸۲                                                                          | استیو آرچیبالد             | ۱۵                         | ۱۱                         | ۲                          | ۲                          |
| ۸۳–۱۹۸۲                                                                          | گرث کروکس                  | ۱۵                         | ۸                          | ۴                          | ۳                          |
| ۸۲–۱۹۸۱                                                                          | گرث کروکس                  | ۱۸                         | ۱۳                         | ۳                          | ۲                          |
| ۸۱–۱۹۸۰                                                                          | استیو آرچیبالد             | ۲۵                         | ۲۰                         | ۵                          | ۰                          |
| ۸۰–۱۹۷۹                                                                          | گلن هادل                   | ۲۲                         | ۱۹                         | ۳                          | ۰                          |
| ۷۹–۱۹۷۸                                                                          | پیتر تیلور                 | ۱۲                         | ۱۱                         | ۱                          | ۰                          |
| ۷۸–۱۹۷۷                                                                          | جان دانکن                  | ۲۰                         | ۱۶                         | ۴                          | ۰                          |
| ۷۷–۱۹۷۶                                                                          | کریس جونز                  | ۹                          | ۹                          | ۰                          | ۰                          |
| ۷۶–۱۹۷۵                                                                          | جان دانکن                  | ۲۵                         | ۲۰                         | ۵                          | ۰                          |
| ۷۵–۱۹۷۴                                                                          | جان دانکن                  | ۱۲                         | ۱۲                         | ۰                          | ۰                          |
| ۷۴–۱۹۷۳                                                                          | مارتین چیورس               | ۲۳                         | ۱۷                         | ۰                          | ۶                          |
| ۷۳–۱۹۷۲                                                                          | مارتین چیورس               | ۳۳                         | ۱۷                         | ۸                          | ۸                          |
| ۷۲–۱۹۷۱                                                                          | مارتین چیورس               | ۴۲                         | ۲۵                         | ۹                          | ۸                          |
| ۷۱–۱۹۷۰                                                                          | مارتین چیورس               | ۲۹                         | ۲۲                         | ۷                          | ۰                          |
| ۶۳–۱۹۶۲                                                                          | جیمی گریوز                 | ۴۲                         | ۳۷                         | ۰                          | ۵                          |
| ۶۱–۱۹۶۰                                                                          | بابی اسمیت                 | ۳۳                         | ۲۸                         | ۵                          | ۰                          |
| بازیکنانی که نامشان پر رنگ شده‌است هم‌اکنون در عقد قراداد با باشگاه تاتنهام هستند. |                            |                            |                            |                            |                            |

## ۱۰ بازیکن با بیشترین حضور
تا تاریخ ۲۹ دسامبر ۲۰۲۱
| رتبه                                                                              | بازیکن      | سال‌ها     | بازی |
| --------------------------------------------------------------------------------- | ----------- | --------- | ---- |
| ۱.                                                                                | استیو پریمن | ۱۹۶۹–۱۹۸۶ | ۸۵۴  |
| ۲.                                                                                | گری مابوت   | ۱۹۸۲–۱۹۹۸ | ۶۱۱  |
| ۳.                                                                                | پت جنینگز   | ۱۹۶۴–۱۹۷۷ | ۵۹۰  |
| ۴.                                                                                | تام موریس   | ۱۸۹۹–۱۹۱۲ | ۵۲۳  |
| ۵.                                                                                | سیریل نولس  | ۱۹۶۴–۱۹۷۵ | ۵۰۶  |
| ۶.                                                                                | گلن هادل    | ۱۹۷۵–۱۹۸۷ | ۴۹۱  |
| ۷.                                                                                | تد دیچبرن   | ۱۹۴۶–۱۹۵۸ | ۴۵۲  |
| ۸.                                                                                | آلان گیلزین | ۱۹۶۴–۱۹۷۴ | ۴۳۹  |
| ۹.                                                                                | جیمی دیموک  | ۱۹۱۹–۱۹۳۱ | ۴۳۸  |
| ۱۰.                                                                               | فیل بیل     | ۱۹۶۳–۱۹۷۵ | ۴۲۰  |

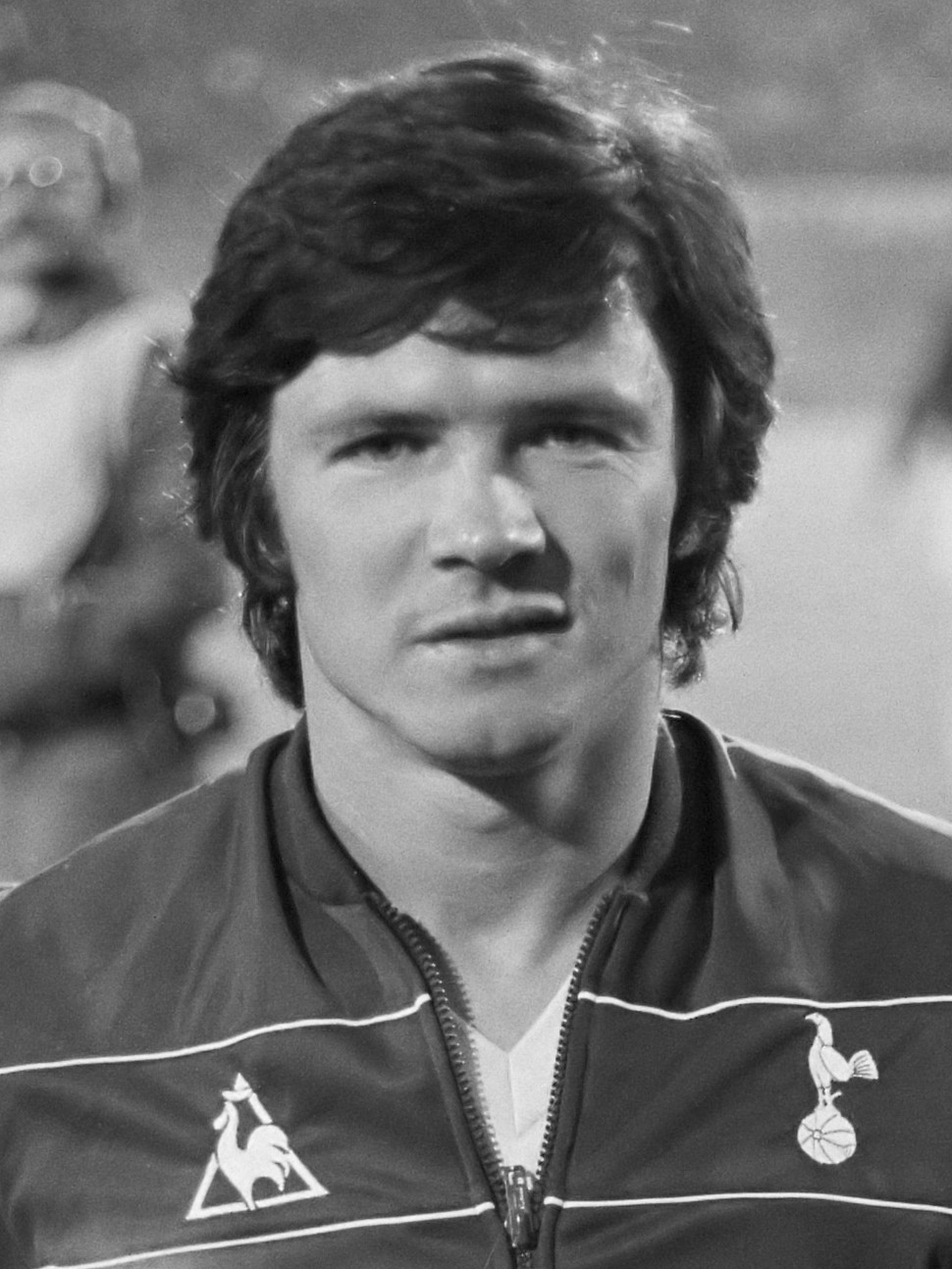
استیو پریمن با رکورد ۸۴۵ بازی برای تاتنهام

| بازیکنانی که نامشان پر رنگ شده‌است هم‌اکنون در عقد قرارداد با باشگاه تاتنهام هستند. |             |           |      |

## ۱۰ گلزن برتر تاریخ باشگاه
تا تاریخ ۱۰ ژانویه ۲۰۲۱
| رتبه                                                                              | بازیکن       | بازی | جمع | لیگ | جام | اروپا | م. گ |
| --------------------------------------------------------------------------------- | ------------ | ---- | --- | --- | --- | ----- | ---- |
| ۱.                                                                                | جیمی گریوز   | ۳۷۹  | ۲۶۶ | ۲۲۰ | ۳۷  | ۹     | ۰٫۷۰ |
| ۲.                                                                                | هری کین      | ۳۷۱  | ۲۳۹ | ۱۷۴ | ۲۱  | ۴۴    | ۰٫۶۴ |
| ۳.                                                                                | بابی اسمیت   | ۳۱۷  | ۲۰۸ | ۱۷۶ | ۲۲  | ۱۰    | ۰٫۶۶ |
| ۴.                                                                                | مارتین چیورس | ۳۶۷  | ۱۷۴ | ۱۱۸ | ۳۴  | ۲۲    | ۰٫۴۷ |
| ۵.                                                                                | کلیف جونز    | ۳۷۸  | ۱۵۹ | ۱۳۵ | ۱۷  | ۷     | ۰٫۴۲ |
| ۶.                                                                                | جرمین دفو    | ۳۶۳  | ۱۴۳ | ۹۱  | ۲۹  | ۲۳    | ۰٫۳۹ |
| ۷.                                                                                | جرج هانت     | ۱۹۸  | ۱۳۸ | ۱۲۵ | ۱۳  | ۰     | ۰٫۷۰ |
| ۸.                                                                                | لن دوکومین   | ۳۰۷  | ۱۳۴ | ۱۱۴ | ۲۰  | ۰     | ۰٫۴۴ |
| ۹.                                                                                | آلان گیلزین  | ۴۳۹  | ۱۳۳ | ۹۳  | ۲۷  | ۱۳    | ۰٫۳۰ |
| ۱۰.                                                                               | شرینگهام     | ۲۷۷  | ۱۲۴ | ۹۷  | ۲۷  | ۰     | ۰٫۴۵ |

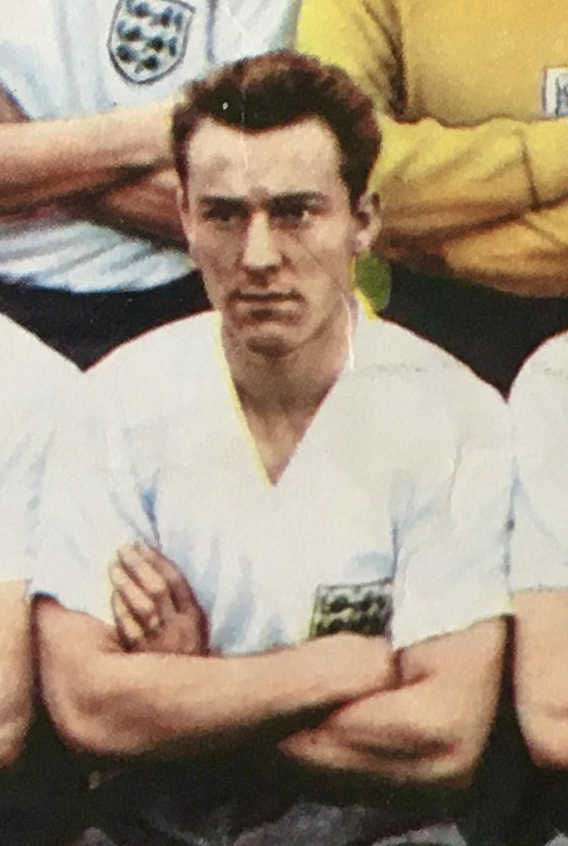
جیمی گریوز، برترین گلزن تاریخ باشگاه.

| بازیکنانی که نامشان پر رنگ شده‌است هم‌اکنون در عقد قرارداد با باشگاه تاتنهام هستند. |              |      |     |     |     |       |      |

## گلزنان برتر در رقابت‌های اروپایی
تا تاریخ ۳ دسامبر ۲۰۲۱
| بازیکن                                                                            | بازی | جمع | م. گ |
| --------------------------------------------------------------------------------- | ---- | --- | ---- |
| هری کین                                                                           | ۶۸   | ۴۴  | ۰٫۶۵ |
| جرمین دفو                                                                         | ۳۵   | ۲۳  | ۰٫۶۶ |
| مارتین چیورس                                                                      | ۳۲   | ۲۲  | ۰٫۶۹ |
| سون هیونگ-مین                                                                     | ۵۳   | ۲۲  | ۰٫۴۲ |
| مارک فالکو                                                                        | ۲۵   | ۱۳  | ۰٫۵۲ |
| آلان گیلزان                                                                       | ۲۸   | ۱۳  | ۰٫۴۶ |
| مارتین پیترز                                                                      | ۳۲   | ۱۳  | ۰٫۴۱ |
| لوکاس مورا                                                                        | ۳۶   | ۱۲  | ۰٫۳۴ |
| دیمیتار برباتوف                                                                   | ۱۶   | ۱۲  | ۰٫۷۵ |
| اریک لاملا                                                                        | ۴۳   | ۱۲  | ۰٫۲۹ |
| گرث بیل                                                                           | ۲۷   | ۱۱  | ۰٫۴۱ |

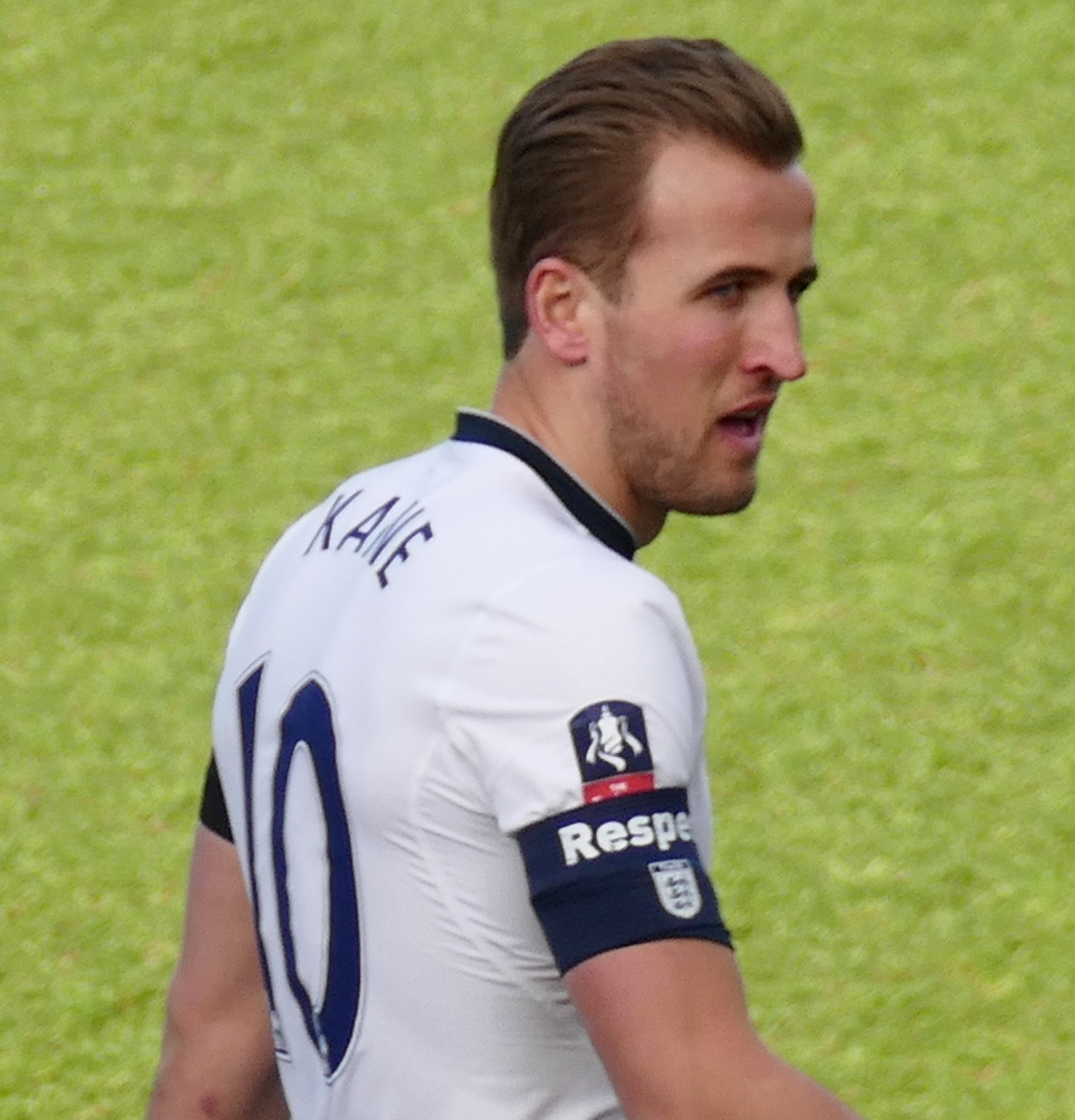
هری کین بهترین گلزن تاتنهام در رقابت‌های اروپایی است.

| بازیکنانی که نامشان پر رنگ شده‌است هم‌اکنون در عقد قرارداد با باشگاه تاتنهام هستند. |      |     |      |

## رکورد نقل و انتقالات
بازیکنانی که نامشان پررنگ شده، هم‌اکنون در عقد قرارداد با باشگاه هستند.

### گران‌قیمت‌ترین خریدهای باشگاه
| رتبه                               | بازیکن         | مبدأ            | مبلغ          | سال  |
| ---------------------------------- | -------------- | --------------- | ------------- | ---- |
| ۱.                                 | تانگی اندومبله | لیون            | ۵۳/۸ میلیون £ | ۲۰۱۹ |
| ۲.                                 | داوینسون سانچز | آژاکس           | ۴۲ میلیون £   | ۲۰۱۷ |
| ۳.                                 | اریک لاملا     | رم              | ۳۰ میلیون £   | ۲۰۱۳ |
| ۳.                                 | موسی سیسوکو    | نیوکاسل یونایتد | ۳۰ میلیون £   | ۲۰۱۶ |
| ۵.                                 | استیون برخواین | آیندهوون        | ۲۷ میلیون £   | ۲۰۲۰ |
| ۶.                                 | روبرتو سولدادو | والنسیا         | ۲۶ میلیون £   | ۲۰۱۳ |
| ۷.                                 | امرسون رویال   | بارسلونا        | ۲۵ میلیون £   | ۲۰۲۱ |
| ۷.                                 | رایان سسنیون   | فولام           | ۲۵ میلیون £   | ۲۰۱۹ |
| ۷.                                 | سرخیو رگیلون   | رئال‌مادرید      | ۲۵ میلیون £   | ۲۰۲۰ |
| ۱۰.                                | لوکاس مورا     | پاری سن-ژرمن    | ۲۳ میلیون £   | ۲۰۱۸ |
| ۱۰.                                | سرژ اوریه      | پاری سن-ژرمن    | ۲۳ میلیون £   | ۲۰۱۷ |
| فهرست گران‌قیمت‌ترین خریدهای تاتنهام |                |                 |               |      |

### گران‌قیمت‌ترین فروش‌های باشگاه

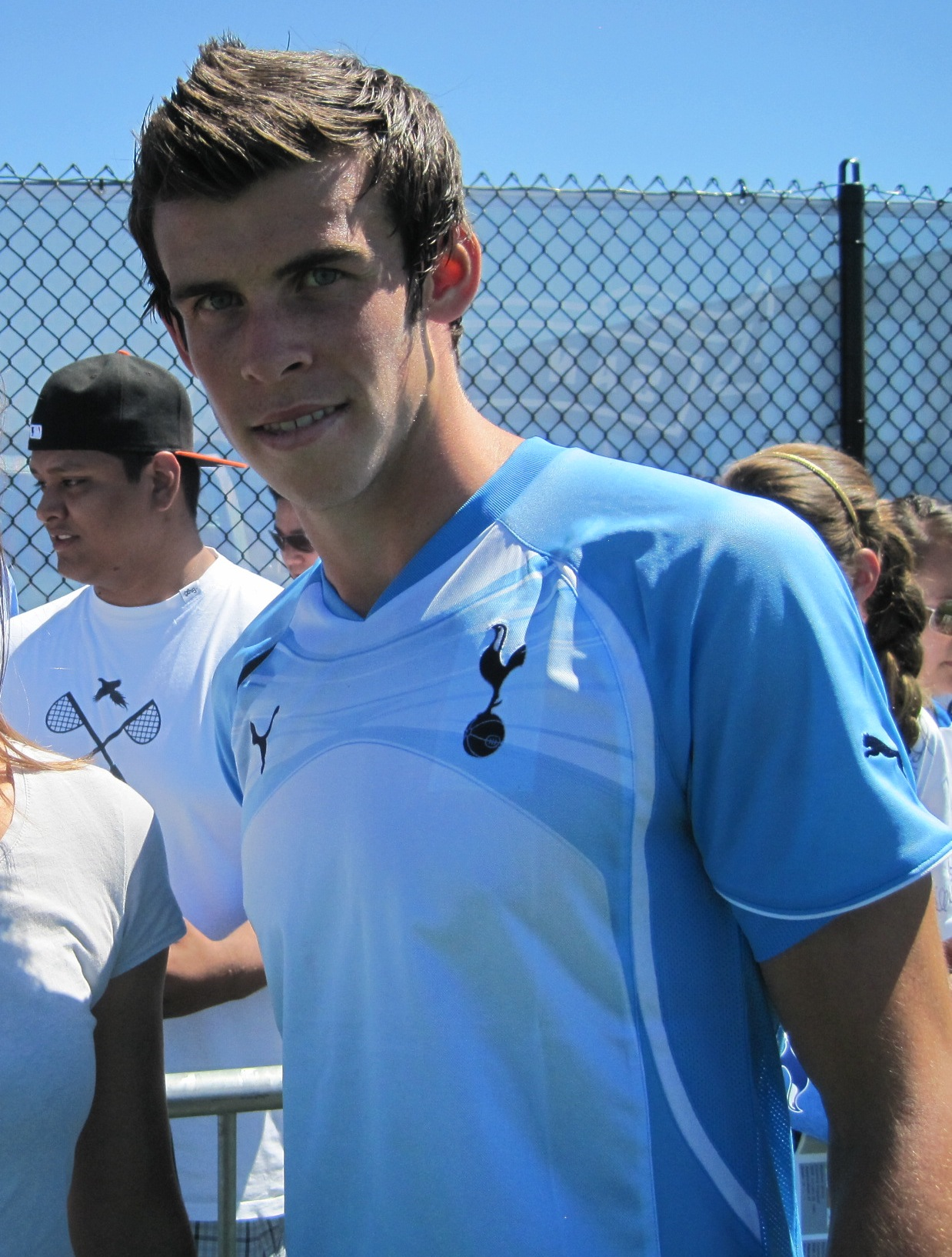
گرث بیل گران‌ترین فروش باشگاه بود و با مبلغی که در زمان خودش یک رکورد محسوب می‌شد، در سال ۲۰۱۳ به رئال مادرید فروخته شد.

| رتبه                               | بازیکن          | مقصد          | مبلغ           | سال  |
| ---------------------------------- | --------------- | ------------- | -------------- | ---- |
| ۱.                                 | گرث بیل         | رئال‌مادرید    | ۸۶/۳ میلیون £  | ۲۰۱۳ |
| ۲.                                 | کایل واکر       | منچسترسیتی    | ۵۳ میلیون £    | ۲۰۱۷ |
| ۳.                                 | لوکا مودریچ     | رئال‌مادرید    | ۳۳ میلیون £    | ۲۰۱۲ |
| ۴.                                 | دیمیتار برباتوف | منچستریونایتد | ۳۰/۷۵ میلیون £ | ۲۰۰۸ |
| ۵.                                 | کیرن تریپیر     | اتلتیکومادرید | ۲۰ میلیون £    | ۲۰۱۹ |
| ۶.                                 | رابی کین        | لیورپول       | ۱۹ میلیون £    | ۲۰۰۸ |
| ۷.                                 | مایکل کریک      | منچستریونایتد | ۱۸/۶ میلیون £  | ۲۰۰۶ |
| ۸.                                 | کریستین اریکسن  | اینترمیلان    | ۱۸ میلیون £    | ۲۰۲۰ |
| ۸.                                 | کوین ویمر       | استوک‌سیتی     | ۱۸ میلیون £    | ۲۰۱۷ |
| ۱۰.                                | نبیل بن طالب    | شالکه ۰۴      | ۱۷ میلیون £    | ۲۰۱۷ |
| فهرست گران‌قیمت‌ترین فروش‌های تاتنهام |                 |               |                |      |